# Moyosi
Moyosi es un género de arañas araneomorfas de la familia Linyphiidae. Se encuentra en Sudamérica.

## Lista de especies
Según The World Spider Catalog 12.0:
- Moyosi chumota Miller, 2007
- Moyosi prativaga (Keyserling, 1886)
- Moyosi rugosa (Millidge, 1991)